# 横堀悦夫
横堀 悦夫（よこぼり えつお、1963年9月29日 - ）は、日本の男性俳優、声優、ナレーター。群馬県出身。

## 来歴
群馬県立前橋商業高等学校情報処理科卒、青年座研究所8期卒業。1984年4月に劇団青年座に入団。

## 人物
趣味はドライブ、絵を描くこと、歌を歌うこと。特技はラグビー、野球、ギター。

## 出演

### テレビドラマ
- 大河ドラマ
  - 山河燃ゆ（1984年）
  - 葵 徳川三代（2000年） - 武田信吉 役
  - おんな城主 直虎（2017年12月17日） - 小笠原康広 役
- さよなら李香蘭（フジテレビ系列、1989年12月）
- あばれ医者嵐山（1995年）
- 火曜サスペンス劇場『わが町VI』（日本テレビ系、1995年10月24日）
- 虹色定期便（1997年）- バルドル 役
- 篝警部補の事件簿（2003年）
- 飛鳥へ、そしてまだ見ぬ子へ（フジテレビ系列、2005年10月10日）
- 浅見光彦〜最終章〜 第3話（TBS、2009年11月4日）
- 女と愛とミステリー『山岳救助隊・紫門一鬼 3』（テレビ東京系） - 稲岡誠一 役
- チーム・バチスタの栄光（フジテレビ系列、2008年10月） - ナレーション
- Xmasの奇蹟（フジテレビ系列、2009年11月）
- 月曜ゴールデン（TBS）
  - 『おんな風来マジシャン マリコの殺人事件簿』（2010年2月8日）
  - 『明日もまた生きていこう』（2010年10月25日）
  - 『ヤメ判 新堂謙介 殺しの事件簿2』（2012年1月16日） - 勝間秀則 役
- 鍵のかかった部屋 Episode5（フジテレビ系列、2012年5月14日） - 三井
- ノーサイド・ゲーム（2019年）[7]
- 科捜研の女（2020年） ‐ 池住政司 役
- 混声の森（2022年） - 久垣五郎 役
- Get Ready! 第8話（2023年） - 理事 役
- 虎に翼（2024年） - 米谷真一 役

### 映画
- 武士の一分（2006年）

### 舞台
- 赤シャツ
- 妻と社長と九ちゃん
- パートタイマー秋子
- 法王庁の避妊法
- ようこそ、ミナト先生[8]
- あねさきの風 〜学び直しで立ち直った不良たちと学校の物語〜[9]
- ケエツブロウよ-伊藤野枝ただいま帰省中[10]
- 猿女版 火の鳥〜鳳凰篇〜[11]
- RAA-進駐軍特殊慰安所-[12]

### テレビアニメ
- 無責任艦長タイラー（1993年） - 声
- 名探偵コナン（1996年） - 島崎裕二
- EAT-MAN（1997年） - セルゲイ・リーフェン
- ワイルドアームズ トワイライトヴェノム（1999年） - ダニー
- タイドライン・ブルー（2005年） - 里山一馬
- 結界師（2006年） - 雪村時雄
- 英國戀物語エマ 第二幕（2007年） - ジェドバラー卿、紳士
- 機動戦士ガンダムUC RE:0096（2016年） - アーロン・テルジェフ
- グランクレスト戦記（2018年） - ドーソン候
- 宇宙戦艦ティラミスII（2018年） - ロボット店員

### 劇場アニメ
- 銀河英雄伝説外伝 黄金の翼（1992年） - ダスティ・アッテンボロー

### OVA
- 銀河英雄伝説（1996年） - ビュルメリンク
- 機動戦士ガンダムUC（2010年） - アーロン・テルジェフ

### 吹き替え

#### 担当俳優
オーウェン・ウィルソン
- ホーンティング（ルーク）
- ミート・ザ・ペアレンツシリーズ（ケヴィン・ローリー）
  - ミート・ザ・ペアレンツ
  - ミート・ザ・ペアレンツ2
  - ミート・ザ・ペアレンツ3

ジェット・リー
- キス・オブ・ザ・ドラゴン（リュウ）※テレビ東京版
- ザ・ワン（ゲイブ・ロウ、ガブリエル・ユーロウ、ロウレス、他）※テレビ東京版
- ダニー・ザ・ドッグ（ダニー）※テレビ東京版
- ロミオ・マスト・ダイ（ハン・シン）※テレビ朝日版

#### 映画
- アイドルとデートする方法（タッド・ハミルトン〈ジョシュ・デュアメル〉）
- アサシン 暗・殺・者 ※テレビ朝日版
- アダルト♂スクール（ミッチ〈ルーク・ウィルソン〉）
- 姉のいた夏、いない夏。
- インファナル・アフェア（ラム・コッペン）※ビデオ版
- ヴェロシティ・ラン（ニック）
- 運命の女（ビル・ストーン〈チャド・ロウ〉）
- 英雄の条件（トム・チャンドラー大尉〈マーク・フォイアスタイン〉）※DVD・ビデオ版
- 壊滅暴風圏/カテゴリー6（ダン・ロンドン〈アリ・コーエン〉）※テレビ東京版
- クルーレス - ビバリーヒルズのハチャメチャ学園（マレー）
- 最高の人生の見つけ方（トマス〈ショーン・ヘイズ〉）※ビデオ版
- 最後に恋に勝つルール（ジーター〈カル・ペン〉）
- サイン（レイ・レディ〈M・ナイト・シャマラン〉）※テレビ版
- ザ・インタープリター
- 殺人の足跡 マーダーランド（オリヴァー〈ニコラス・グリーヴス〉）
- 幸せの始まりは（ジョージ〈ポール・ラッド〉）
- シークレット・サークル（チャールズ〈ゲイル・ハロルド〉）
- JSA（イ・ヒョスク〈イ・ビョンホン〉）※ソフト版
- ジェニファーの明日 あなたを抱きしめさせて（マイケル）※NHK版
- 四角い恋愛関係（ヘック〈マシュー・グッド〉）
- 地獄の女囚コマンド
- ダークナイト（ラウ〈チン・ハン〉）※テレビ朝日版
- ダウト（アイザック・デュパード〈メキ・ファイファー〉）
- 魂のゆくえ（トラー牧師〈イーサン・ホーク〉）
- タワーリング・インフェルノ（ロジャー・シモンズ〈リチャード・チェンバレン〉）※BSジャパン版
- デュプリシティ 〜スパイは、スパイに嘘をつく〜（ジェフ・バウアー〈トム・マッカーシー〉）
- 28週後...（ドイル軍曹〈ジェレミー・レナー〉）
- 二重誘拐（ティム〈アレッサンドロ・ニヴォラ〉）
- バイオハザードII アポカリプス（ニコライ・ジノヴィエフ〈ザック・ウォード〉）※ソフト版
- ハウエルズ家のちょっとおかしなお葬式（ロバート〈ルパート・グレイヴス〉）
- ハッピー・エンディング（チャーリー〈スティーヴ・クーガン〉）
- ハリー・ポッターと賢者の石（クィリナス・クィレル〈イアン・ハート〉）
- ビッグ・バウンス（ボブ・ジュニア〈チャーリー・シーン〉）
- ファングルフ/月と心臓
- フェイク シティ ある男のルール（マイク・クレイデ〈ジェイ・モーア〉）
- ブラック・フライデー 奪われた生物兵器（ディーン・キャンベル〈ゲイリー・ダニエルズ〉）
- PLANET OF THE APES/猿の惑星（レオ・デヴィッドソン大尉〈マーク・ウォールバーグ〉[14]）※DVD版
- ブレイブ ワン（ビタール刑事〈ニッキー・カット〉）
- ペイ・フォワード 可能の王国（クリス・チャンドラー〈ジェイ・モーア〉）
- ボーン・アルティメイタム（サイモン・ロス〈パディ・コンシダイン〉）※フジテレビ版
- マイ・ドッグ・スキップ（ナレーター）
- マックス・ペイン（マックス・ペイン〈マーク・ウォールバーグ〉）
- マラソン（ユン・チョウォン〈チョ・スンウ〉）
- 未知との遭遇（プロジェクトリーダー）※DVD版
- メギド（ブレッケンリッジ国務長官〈ジム・メッツラー〉）
- ラスト・ショット（スティーヴン・シャッツ〈マシュー・ブロデリック〉）
- ランニング・フリー アフリカの風になる（リチャード青年時代〈アリ・ヴァーヴィーン〉）
- リザレクション（チュ）
- リバティーン（エセレッジ〈トム・ホランダー〉）

#### ドラマ
- アメリカン・ゴシック 〜偽りの一族〜
- アリー my Love
- ER X 緊急救命室（クリス・ヘルパーン〈スコット・クレース〉）
- ER XI 緊急救命室 #9（ロバート・サンダース〈ケヴィン・ウェスト〉）
- WITHOUT A TRACE/FBI 失踪者を追え!3 #1（ブルース）
- NCIS: ニューオーリンズ シーズン2 #8（ドン・ランバート）
- NCIS 〜ネイビー犯罪捜査班（マイク・ワトソン大佐〈デヴィッド・キース〉）
- グッド・ワイフ（イーライ・ゴールド〈アラン・カミング〉）
- クリミナル・マインド3 FBI行動分析課 #18（マイク・ヒックス）
- クリミナル・マインド4 FBI行動分析課 #18（コルソン）
- クリミナル・マインド 特命捜査班レッドセル #12（ケヴィン）
- グレイズ・アナトミー6（トム・クロウリー〈ジェームズ・フレイン〉）
- コールドケース7 ザ・ファイナル（ランス）
- サブリナ シーズン7（コール）
- ザ・ホワイトハウス シーズン3-（サム・シーボーン広報部次長〈ロブ・ロウ〉）
- ステート・オブ・プレイ〜陰謀の構図〜（ピート）
- 雪山飛狐（田帰農〈パトリック・タム〉）
- トゥルー・コーリング（ジャック・ハーパー〈ジェイソン・プリーストリー〉）
- ドールハウス Dollhouse
- PERSON of INTEREST 犯罪予知ユニット（マーク・ローソン）
- バーン・ノーティス 元スパイの逆襲（ダグ）
- プライベート・プラクティス4（ラッセル）
- プリズン・ブレイク（ドナルド・セルフ〈マイケル・ラパポート〉）
- プロビデンス（ポール）
- ホーンブロワー 海の勇者（アーチー・ケネディ〈ジェイミー・バンバー〉）
- MARS（キラの父）
- ライ・トゥ・ミー 嘘は真実を語る（プロッサー）
- ミディアム6 霊能者アリソン・デュボア（ケヴィン）
- 名犬ラッシー（イーサン）
- Lovin' you（イ・ヒョク〈パク・ヨンハ〉）
- リゾーリ&アイルズ2（ロリー・グレアム）
- LAW & ORDER:性犯罪特捜班（ヘンリー・ルソー〈ロテール・ブリュトー〉）
- 私はラブ・リーガル3 #10（ドニー・ギブソン〈ラファエル・スバージ〉）

#### アニメ
- WALL・E/ウォーリー（ウォーリー）
- フリージ（国語の先生）
- ワンダフルデイズ（シモン）

### ラジオドラマ
- NHK-FM FMシアター
  - 『アンチノイズ』
  - 『その時は殺され……』
- ガイア・ギア（アフランシ・シャア）
- 文化放送 ラジオドラマ『ガイア・ギア』（アフランシ・シャア）

### テレビ番組
- モーガン・フリーマン 時空を超えて（声の出演）